# Duvalia pillansii
Duvalia pillansii är en oleanderväxtart som beskrevs av Nicholas Edward Brown. Duvalia pillansii ingår i släktet Duvalia och familjen oleanderväxter. Inga underarter finns listade i Catalogue of Life.